# Манільський філіппінський храм
14°36′05″ пн. ш. 121°04′11″ сх. д. / 14.601356° пн. ш. 121.069818° сх. д.

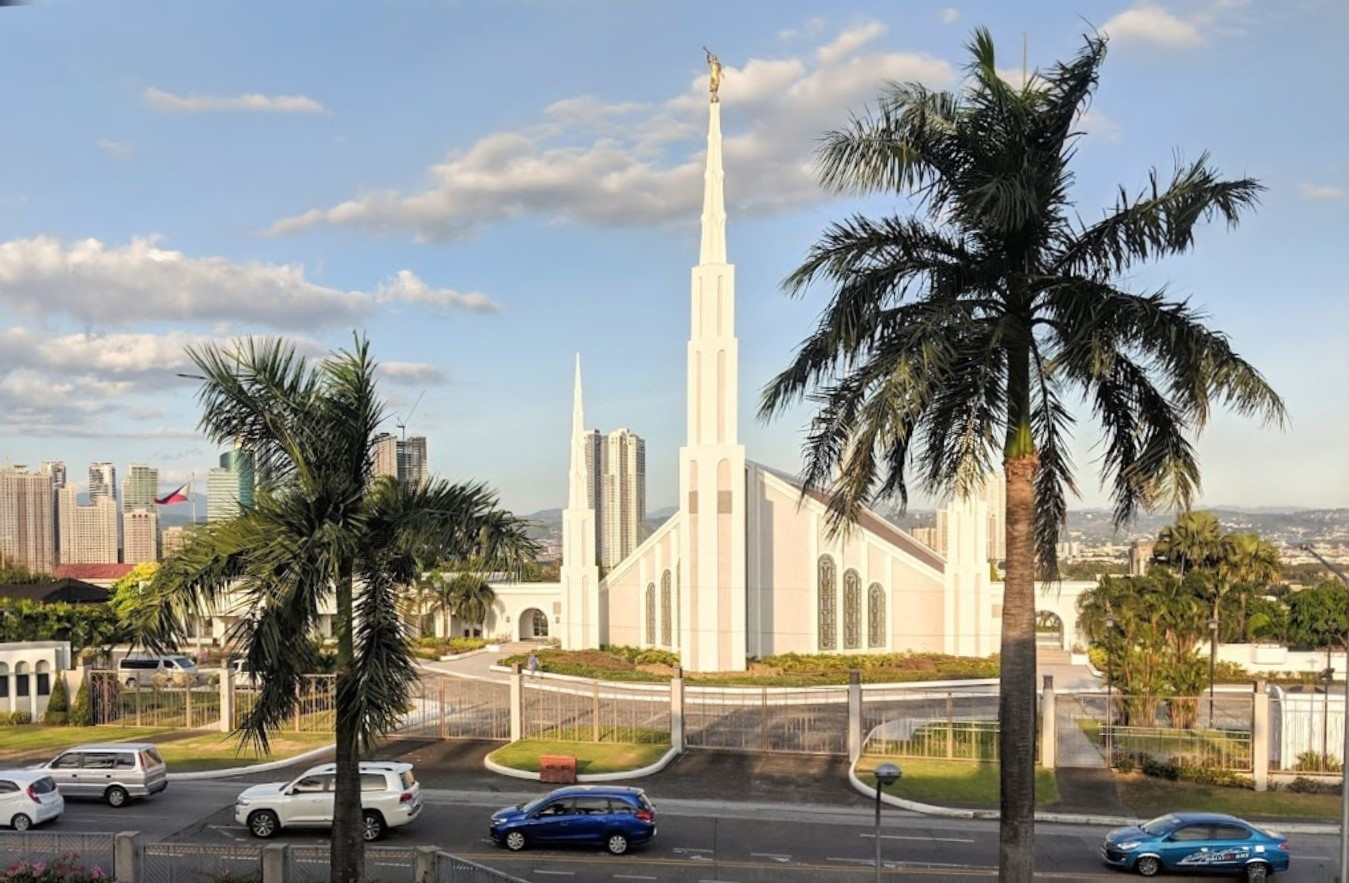
Манільський філіппінський храм

Манільський філіппінський храм (англ. Manila Philippines Temple) — 29-й діючий храм Церкви Ісуса Христа Святих останніх днів у місті Кесон-Сіті, Філіппіни.

## Історія
Церква була офіційно визнана на Філіппінах у 1961 році, а на зустрічі з військовослужбовцями, американськими жителями та філіппінськими членами 28 квітня 1961 року Гордон Б. Хінклі освятив цю країну. Членство в церкві на Філіппінах швидко зростало, що вимагало храму. 1 квітня 1981 року Церква Ісуса Христа Святих останніх днів оголосила про будівництво храму на Філіппінах. На початку того ж року церква придбала землю в Кесон-Сіті, в районі Метро Маніла . Це місце було вибрано частково через його доступність для членів Церкви з усього храмового округу. 25 серпня 1982 року було проведено закладку фундаменту та освячення місця храму в Манілі на Філіппінах. Храм було освячено 25 вересня 1984 року Гордоном Хінклі.
У 2020 році Церква Ісуса Христа Святих останніх днів тимчасово скасувала богослужіння у відповідь на поширення пандемії коронавірусу.